# Centrální zamykání
Centrální zamykání automobilu umožňuje řidiči nebo cestujícímu na sedadle vpředu zamknout nebo odemknout všechny dveře vozidla stisknutím tlačítka nebo přepnutím přepínače.
Centrální zamykání bylo poprvé použito u luxusního vozu Scripps-Booth v roce 1914, ale nebylo běžné, dokud ho znovu nezavedl Packard v roce 1956. Dnes se téměř u všech modelů automobilů nabízí přinejmenším jako doplňková výbava.
Zpočátku systémy centrálního zamykání ovládaly pouze dveře. Mnoho vozů má dnes systémy, které ovládají také víko zavazadlového prostoru nebo dvířka plnicího otvoru palivové nádrže.
U moderních automobilů je také běžné, že se zámky automaticky aktivují, když se zařadí rychlostní stupeň nebo vozidlo dosáhne určité rychlosti. U takových systémů se obvykle dveře odemknou při zaparkování.

## Dálkové a bezobslužné zamykání

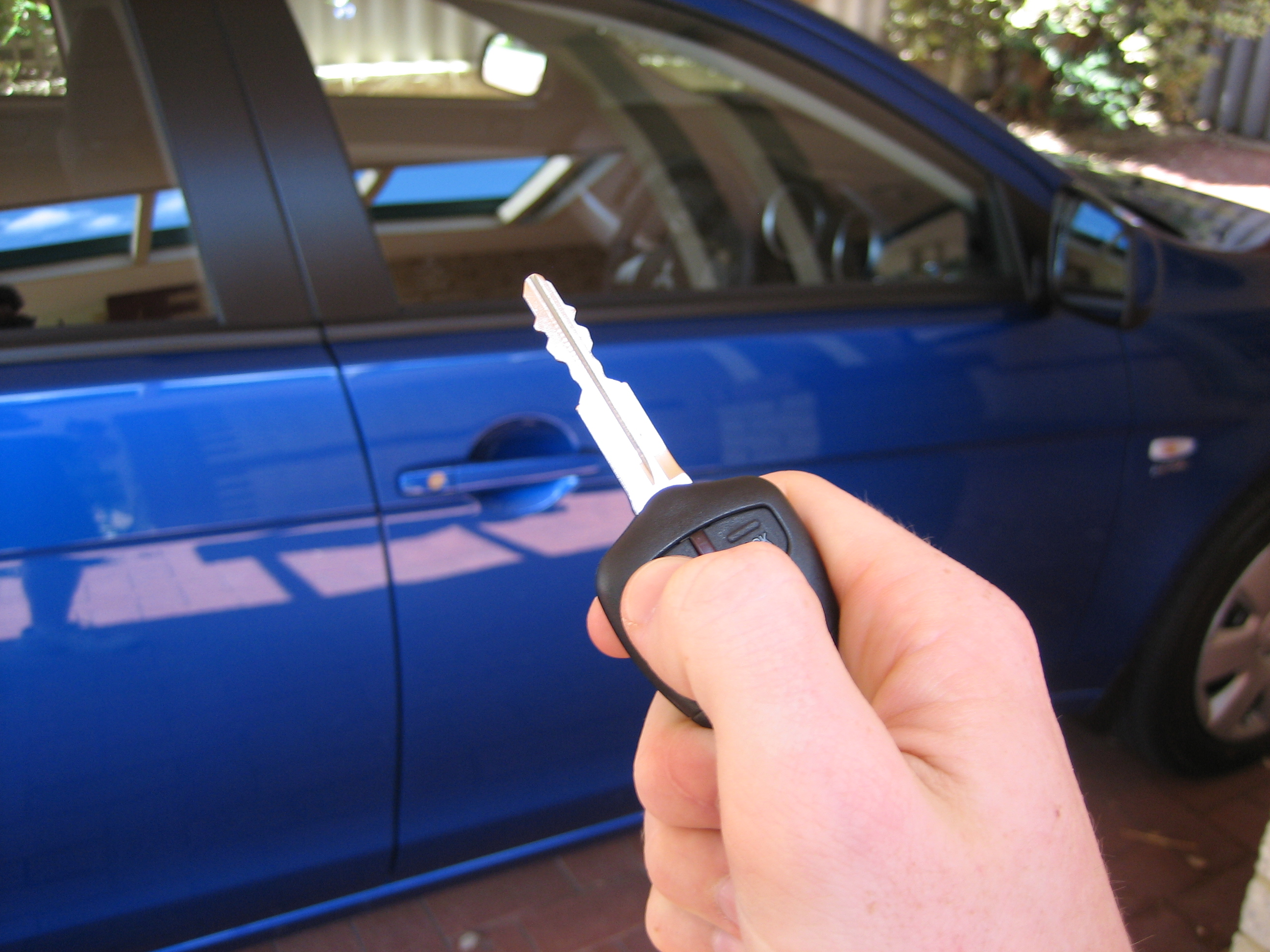
Stiskem tlačítka se odemknou všechny dveře vozu. Jiné tlačítko je zamyká.

Dnes má mnoho vozů s centrálním zamykáním také dálkový bezklíčový systém, který umožňuje odemykat vozidlo stiskem tlačítka na dálkovém ovladači (nebo, u některých vozů Ford a Nissan Maxima, vložením číselné kombinace přes klávesnici). Tyto systémy potvrzují úspěšné odemčení/zamčení pomocí světelného nebo zvukového signálu a obvykle nabízejí možnost mezi oběma variantami přepínat. Obě poskytují tutéž funkcionalitu, avšak světelný signál je diskrétnější, kdežto zvukový může být nepříjemný v obytných oblastech nebo všude jinde, kde se často parkuje (např. na krátkodobých parkovištích).
Jiná vozidla mají bezobslužný systém založený na vzdálenosti. Je spouštěn tím, že je jeho vysílač v určité vzdálenosti od vozidla. Tyto systémy představují bezpečnostní riziko. Některé systémy obsahují navíc ještě funkci pro otevírání garážových vrat.